# رولف دومن
رولف دومن (انگلیسی: Rolf Dohmen؛ زادهٔ ۴ آوریل ۱۹۵۲) بازیکن فوتبال اهل آلمان است.
از باشگاه‌هایی که در آن بازی کرده‌است می‌توان به باشگاه فوتبال دارمشتات ۹۸، باشگاه فوتبال کارلسروهه، و باشگاه فوتبال اس‌سی فورتونا کلن اشاره کرد.